# Pier Francesco Silvani
Pier Francesco Silvani (1620 Florencie – 1685 Pisa) byl italský architekt působící ve Florencii a v Toskánsku.

## Život
Pier Francesco Silvani byl synem architekta a sochaře Gherarda Silvaniho.
Mezi jeho hlavní díla ve Florencii patří kostel San Gaetano na němž pracoval se svým otcem. Podílel se na renovaci baziliky svatého Marka a eliptického schodiště v Palazzo Corsini al Parione. V Pise navrhl loď a hlavní oltář kostela Santo Stefano dei Cavalieri.

## Dílo

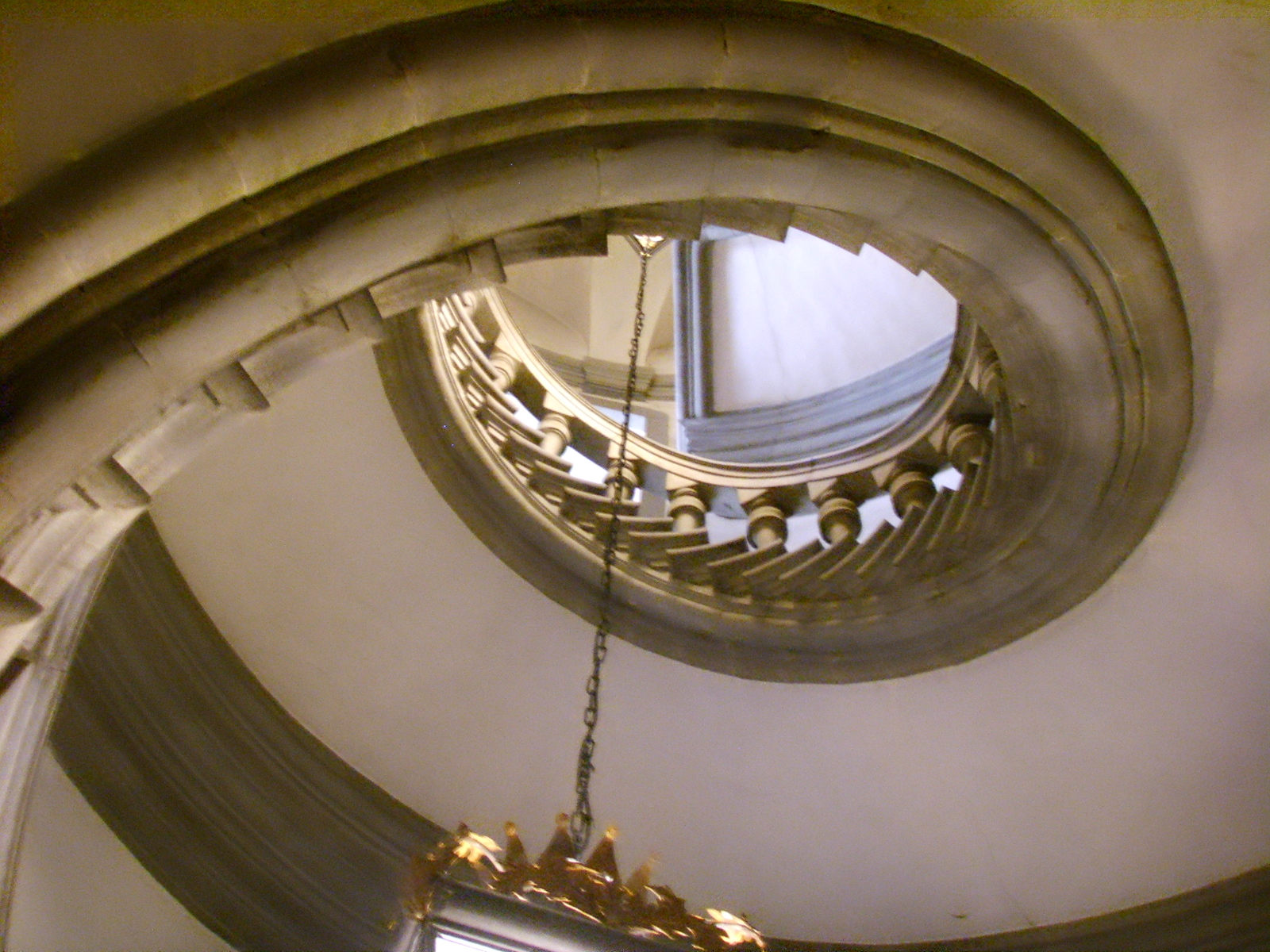
Eliptické schodiště v Palazzo Corsini al Parione.

- Interiér kostela Chiesa di San Domenico v Pratu, 1648-1652
- Rozšíření paláce Venturi Ginori, cca 1665
- Komplex staveb Complesso di San Firenze, Florencie, 1667
- Kostel San Frediano in Cestello, Florencie, 1670-1698
- Kaple Corsini v bazilice Santa Maria del Carmine, Florencie, 1675
- Renovace v bazilice Basilica di San Marco, Florencie, 1679
- Renovace kostela Santuario della Madonna del Giglio, Prato, 1680
- Interiér paláce Gianni-Lucchesini-Vegni, Florencie, 1683
- Dokončení hlavní kaple kostela Santa Maria Maddalena dei Pazzi, Florencie, 1685
- Chiesa delle Suore Montalve, Florencie, 1686
- Návrh kůru kostela Basilica della Santissima Annunziata, Florencie, 1688
- Palazzo Naldini, Florencie